# Death Note: Light Up the New World
Death Note: Light Up the New World (デスノート Light up the NEW world, Desu Nōto Light up the NEW world, Brasil: Death Note: Iluminando um Novo Mundo ) é um filme japonês do género suspense, realizado por Shinsuke Sato e escrito por Mano Katsunari, com base no manga homónimo escrito por Tsugumi Ohba e ilustrado por Takeshi Obata. É a sequela do filme Death Note: The Last Name de 2006. Estreou-se no Japão a 29 de outubro de 2016, pela Warner Bros, e no Brasil estreia-se a 2 de agosto de 2017.

## Elenco
- Masahiro Higashide como Tsukuru Mishima[3]
- Sosuke Ikematsu como Ryūzaki[3]
- Masaki Suda como Yūgi Shion[3]
- Erika Toda como Misa Amane[4]
- Rina Kawaei como Sakura Aoi[3]
- Mina Fujii como Shō Nanase[4]
- Nakamura Shidō II como Ryuk (dobrador)[6]
- Sota Aoyama como Tōta Matsuda[7]
- Eiichiro Funakoshi como Kenichi Mikuriya[8]
- Miyuki Sawashiro como Arma (dobradora)
- Tori Matsuzaka como Beppo (dobrador)
- Kenichi Matsuyama como L[9]
- Tatsuya Fujiwara como Light Yagami[10]
- Kensei Mikami como Teru Mikami

## Produção
Em fevereiro de 2016, a filmagem foi realizada fora do Japão. A música-tema "Dear Diary" e a canção de inserção "Fighter" foram interpretadas por Namie Amuro.

## Minissérie
Uma minissérie de três episódios, intitulada Death Note: New Generation (デスノート NEW GENERATION) foi anunciada como parte da série de filmes live-action de Death Note.

## Receção
O filme foi exibido em trezentos e quarenta e dois cinemas, tendo vendido 342 309 bilhetes e arrecadado 458 645 800 ienes durante a sua abertura no fim de semana. Também foi o décimo nono filme mais visto de 2016 no Japão, ao lado de Koe no Katachi, com uma bilheteira de 2,3 mil milhões ienes.